# Internet věcí

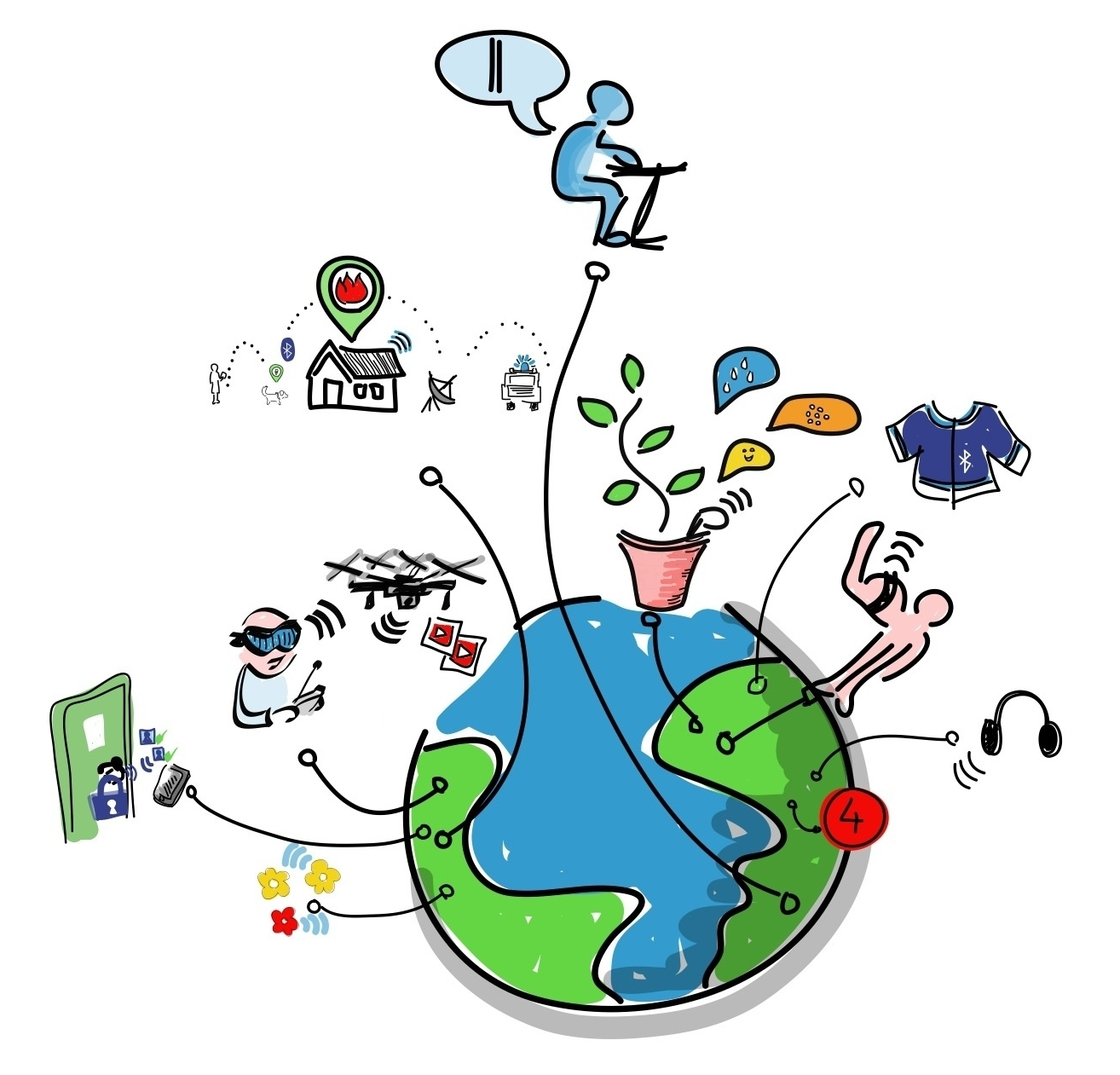
Kresba ilustrující internet věcí

Internet věcí (anglicky Internet of Things, zkratka IoT) je v informatice označení pro síť fyzických zařízení, vozidel, domácích spotřebičů a dalších zařízení, která jsou vybavena elektronikou, softwarem, senzory, pohyblivými částmi a síťovou konektivitou, která umožňuje těmto zařízením se propojit a vyměňovat si data. Každé z těchto zařízení je jasně identifikovatelné díky implementovanému výpočetnímu systému, ale přesto je schopno pracovat samostatně v existující infrastruktuře internetu. Experti odhadovali,[kdy?] že Internet věcí bude v roce 2020 zahrnovat přibližně 30 miliard zařízení a hodnota trhu bude 80 miliard dolarů.

## Definování
- Globální informační architektura na bázi internetu, usnadňující výměnu zboží a služeb.[2]
- Svět, kde jsou fyzické objekty bez problému integrovány do informační sítě, a tím se mohou stát aktivními účastníky procesu, komunikují s ostatními zařízeními, a to při zachování bezpečnosti a ochrany soukromí.[2]

Díky konceptu internetu věcí se mohou síťově propojit nejen zařízení jako např. smartphony (které využívají pokročilý operační systém, obsahující aplikační rozhraní, jež umožňuje instalaci a úpravu programů), ale i jakékoli předměty denní potřeby, např. kuchyňské spotřebiče, automobily, centrální systémy obytných domů i maličkosti jako květiny v domě (monitoring závlahy a závlaha).

## Charakteristika
Internet věcí umožňuje zařízením, aby byla zjištěna či vzdáleně kontrolována pomocí existující infrastruktury (počítačová síť, Internet, mobilní síť, …), která umožňuje lepší integraci fyzických zařízení do počítačově řízených systémů, a tedy vyšší účinnost, přesnost a ekonomičnost i nižší nároky na uživatele. Pokud jsou v zařízení umístěna čidla či akční členy, technologie se stává částí více obecné kategorie kyber-fyzických systémů, která zahrnuje technologie, jako jsou chytré sítě, virtuální elektrárny, chytré domácnosti, a inteligentní přepravu či též chytrá města. Roli hrají rovněž logistické systémy, integrované logistické řetězce a cykly v globální struktuře.
Virtuální elektrárna integruje několik typů zdrojů. Tyto zdroje tvoří často skupinu různých typů pružných nebo nepružných, řiditelných distribuovaných systémů, které jsou regulovány centrálním orgánem a mohou zahrnovat např.:
- kombinované lokální zdroje tepla a energie,
- pístové motory na zemní plyn,
- malé větrné elektrárny,
- fotoelektrické zdroje,
- malé hydroelektrárny,
- zdroje na biomasu.

Pojmem „věci“ v oblasti IoT může být definována škála zařízení, jako jsou např. srdeční implantáty k měření srdečního tepu, biočipové senzory na farmách, kamery vysílající živé záběry divokých zvířat, automobily se zabudovanými senzory, přístroje na analýzu DNA nebo terénní zařízení, která pomáhají hasičům v pátracích a záchranných operacích. Lidé pracující v justici doporučují posuzovat tyto „věci“ jako jednotný mix hardwaru, softwaru, dat a služeb.
Tato zařízení sbírají potřebná data s pomocí rozličných existujících technologií a poté samostatně rozesílají tato data mezi ostatními zařízeními. Rychlý vývoj a expanze Internetu věcí by také mělo znamenat produkci velkého množství dat z různých oblastí a následnou potřebu rychlého zařazení dat a zvýšení potřeby na indexování, ukládání a zpracovávání dat efektivněji. V posledních letech, spolu s masivním růstem globálních kybernetických hrozeb, se také objevuje výrazný růst zneužívání Internetu věcí k páchání kybernetických zločinů.
Termín „Internet věcí“ vytvořil Kevin Ashton z Procter & Gamble, později MIT Auto-ID Center v roce 1999.

## Historie
V roce 2016 se vize Internetu věcí vyvinula v důsledku sbližování více technologií včetně všudypřítomné bezdrátové komunikace, analýzy v reálném čase, vzdělávacích mechanismů, komoditních senzorů a vestavěných systémů. To znamená, že tradiční oblasti vestavěných systémů, bezdrátových senzorových sítí, řídicích systémů, automatizace (včetně automatizace domů, budov a měst) a dalších přispěly k vzniku Internetu věcí.
Senzorové sítě mohou být např.:
- pro aktivní řízení proudění vzduchu;
- podvodní akustické;
- pro inteligentní sítě.

Koncepce sítě inteligentních zařízení byla projednána již v roce 1982 s tím, že modifikovaný stroj na výrobu Coca Coly na univerzitě Carnegie Mellon se stal prvním zařízením připojeným k internetu, schopným hlásit svůj inventář a to, zda byly nově naložené nápoje studené. Klíčový článek Marka Weisera z roku 1991 o všudypřítomném počítači (Počítač 21. století), stejně jako akademická místa jako UbiComp a PerCom, produkovaly současnou vizi IoT. V roce 1994 Reza Raji popsal koncept v časopise IEEE Spectrum jako „přesun malých datových paketů do velké řady uzlů, aby integroval a automatizoval vše od domácích spotřebičů po celé továrny“. Mezi roky 1993 a 1996 několik společností, jako jsou Microsoft nebo NEST společnosti Novell, navrhlo řešení. Teprve v roce 1999 se odvětví začalo rozjíždět. Bill Joy představil komunikaci mezi jednotlivými zařízeními (D2D) jako součást svého „Six Webs“ frameworku, který byl představen na Světovém ekonomickém fóru v Davosu v roce 1999.
Koncepce Internetu věcí se stala populární v roce 1999, prostřednictvím Auto-ID Center v MIT a souvisejících zveřejnění analýz trhu. Radiofrekvenční identifikaci (RFID) viděl Kevin Ashton (jeden ze zakladatelů původního Auto-ID Centra) jako předpoklad pro Internet věcí. Ashton preferoval frázi „Internet pro věci“. Pokud by všechny objekty a lidé v každodenním životě byly vybaveny identifikátory, počítače by je mohly spravovat a inventarizovat.
Označování věcí může být řešeno např. pomocí technologií:
- RFID, radiofrekvenční identifikace
- NFC, komunikace na malou vzdálenost
- čárový kód
- QR kód
- digitální vodoznak

Ve svém původním výkladu, kdy jeden z prvních důsledků implementace Internetu věcí je, že vybaví všechny objekty na světě malými identifikačními zařízeními nebo strojově čitelnými identifikátory a bude měnit každodenní život. Například okamžité a neustálé řízení zásob by se stalo součástí běžného života. Schopnost osoby komunikovat s objekty na dálku by mohla být na základě okamžitých nebo současných potřeb v souladu se stávajícími dohodami koncového uživatele. Taková technologie by například mohla poskytovat tvůrcům filmového průmyslu mnohem větší kontrolu nad soukromými zařízeními koncového uživatele a na dálku vynucovat omezení autorských práv a správu digitálních práv, takže možnosti zákazníka, který si koupil disk Blu-ray, by mohly záviset na rozhodnutí držitele autorských práv obdobě neúspěšného DIVX systému od Circuit City.
Významnou transformací je rozšíření „věcí“ z generovaných dat ze zařízení ve fyzickém prostoru. V roce 2004 byl navržen myšlenkový model pro budoucí propojovací prostředí. Model zahrnuje pojem ternárního vesmíru, který se skládá z fyzického světa, virtuálního světa a duševního světa a víceúrovňové referenční architektury s povahou a zařízeními na nejnižší úrovni, po níž následuje úroveň internetu, senzorová síť, mobilní síť a inteligentní komunity lidských strojů na nejvyšší úrovni, která podporuje geograficky rozptýlené uživatele, aby společně splnili úkoly a řešili problémy pomocí sítě, aby aktivně podporovali tok materiálu, energie, techniky, informace, znalosti a služby v tomto prostředí. Tento myšlenkový model představoval vývojový trend Internetu věcí.

## Aplikace
Aplikace pro zařízení připojená na internet jsou rozsáhlé. Došlo k mnohačetným pokusům o kategorizaci, z nichž většina souhlasí s rozdělením mezi spotřební, podnikatelské a infrastrukturní aplikace. George Osborne, ex-kancléř britské pokladny, prohlásil, že Internet věcí (IoT) je další stadium informační revoluce a zmínil propojitelnost všeho od městské dopravy přes nemocniční zařízení až po domácí využití.
Možnost propojit zařízení s limitovaným procesním výkonem, pamětí a energetickou spotřebou znamená, že IoT nachází využití v téměř každém oboru. Takové systémy by mohly být ve vedení sběru informací v situacích sahajících od přírodních ekosystémů až po budovy a továrny, čímž nacházejí uplatnění v oblastech snímání prostředí a urbanistického plánování.
Inteligentní obchodní systémy by například mohly monitorovat nakupovací zvyky konkrétních uživatelů sledováním jejich konkrétních mobilních telefonů. Těmto uživatelům by poté mohly být poskytnuty speciální nabídky na jejich oblíbené produkty nebo by jim bylo dokonce možné hlásit umístění toho, co potřebují, o co si automaticky zažádala jejich lednička. Další příklady snímání a ovládání jsou v aplikacích zahrnujících teplo, vodu, elektřinu a řízení spotřeby energie nebo asistence s naváděním přepravních systémů. Jiné aplikace, které IoT může poskytnout, je umožnit rozšíření zabezpečení a automatizace domácnosti. Koncept „internet žijících věcí“ byl navrhnut jako popis sítí s biologickými senzory, které by mohly využít analýzy založené na cloudech, aby umožnily uživatelům studium DNA nebo jiných molekul.

### Spotřebitelské využití
Rostoucí podíl získávají IoT zařízení pro spotřebitelské využití. Příklady spotřebitelských aplikací zahrnují propojené auto, zábavu, domácí automatizaci (známé také jako chytrá zařízení do domácnosti), nositelnou technologii, zařízení denní potřeby, propojený zdravotní stav, spotřebiče jako pračky a sušičky, robotické vysavače, čističky vzduchu, trouby nebo chladničky a mrazničky, které používají Wi-Fi ke vzdálenému sledování.

#### Chytrá domácnost
Přístroje IoT jsou součástí širší koncepce domácí automatizace, známé také jako domotika. Velké inteligentní domácí systémy využívají hlavní router nebo switch, který uživatelům poskytuje centrální ovládání jejich veškerých zařízení.
Jednou z klíčových aplikací inteligentní domácnosti je pomoc zdravotně znevýhodněným a starým lidem. Domácí systémy používají podpůrnou technologii přizpůsobenou specifickému postižení člověka. Hlasové ovládání může pomoci uživatelům s omezením zraku a pohyblivosti, výstražné systémy mohou být připojeny přímo k implantátům, které užívají sluchově postižení lidé apod. Využít lze senzory, které monitorují zdravotní krizové situace, jako jsou pády nebo záchvaty. Technologie chytré domácnosti používané tímto způsobem mohou poskytnout uživatelům větší svobodu a vyšší kvalitu života.

### Podnikové využití
Termín „Enterprise IoT“ nebo „EIoT“ se užívá k označení všech zařízení používaných v podnikovém a firemním prostředí. Odhadovalo se,[kdy?] že do roku 2019 bude EIoT součástí téměř 40 % nebo 9,1 miliardy zařízení. Velké společnosti očekávají okamžitý zisk z rozšířené automatizace, kterou využívají zařízení IoT.[zdroj⁠?!]

#### Média
Aby se zlepšil způsob, jakým jsou věci, média a velká data propojena, je nejprve nutné poskytnout souvislosti z mechanismu využívaného v dění kolem sdělovacích prostředků. Nick Couldry a Joseph Turow navrhli, aby lékaři v médiích přistupovali k veledatům jako k mnoha informacím o miliónech jednotlivců. Zdá se, že průmysl upustil od tradičního přístupu používání konkrétních mediálních prostředí, jako jsou noviny, časopisy nebo televizní pořady, a místo toho využil zákazníků s technologiemi, které oslovují optimální cílovou skupinu. Hlavním cílem je zprostředkovat zprávu nebo obsah, který je (statisticky řečeno) v souladu s myšlenkou spotřebitele. Například publikační prostředí stále častěji přizpůsobuje články tomu, aby se odvolávaly na spotřebitele, kteří byli získáni prostřednictvím různých aktivit v oblasti získávání informací.
Mediální průmysl zpracovává veledata dvojím, propojeným způsobem:
- cílením na spotřebitele (pro reklamy obchodníků)
- sběrem dat

Tím pádem IoT vytváří možnost měřit, shromažďovat a analyzovat stále se rozšiřující statistiky chování. Křížová korelace těchto údajů by mohla znamenat revoluci v cíleném marketingu produktů a služeb. Například podle Dannyho Meadows-Klue kombinace analytických nástrojů pro sledování změn a cílení na chování přinesla novou přesnější technologii, která umožňuje zaměřit se na reklamu pro skupiny lidí s příslušnými zájmy. Velká data a IoT jsou vzájemně propojeny. Z pohledu médií jsou data klíčem odvozeným od propojení zařízení, přičemž jsou klíčová pro zlepšení kvality cílení. IoT proto mění mediální průmysl, firmy a dokonce i vlády a otevírá novou éru hospodářského růstu a konkurenceschopnosti. Četnost dat vytvořených tímto odvětvím umožní odborníkům v oblasti reklamy a médií získat podrobnou databázi o současných mechanismech cílení používaných průmyslem.

### Řízení infrastruktury
Monitorování a řízení provozu městské a venkovské infrastruktury, jako jsou mosty, železniční tratě či větrné elektrárny, je klíčovou aplikací IoT. Infrastruktura IoT může být použita ke sledování událostí nebo změn strukturálních podmínek, které mohou narušit bezpečnost. Lze ji také využít k efektivnímu plánování oprav a údržby prostřednictvím koordinace úkolů mezi různými poskytovateli služeb a jejich uživateli. Přístroje IoT lze také použít ke kontrole kritické infrastruktury, jako jsou např. mosty poskytující přístup k lodím. Použití zařízení IoT k monitorování a provozu infrastruktury pravděpodobně zlepší řešení nehod a mimořádných situací, kvalitu služeb, sníží časovou náročnost a náklady na provoz ve všech oblastech souvisejících s infrastrukturou (např. pouhým snížením počtu fyzických kontrol dojde k významné úspoře cestovních nákladů i času). Dokonce to může přinést prospěch i oblastem, jako je nakládání s odpady.

#### Stavební a domácí automatizace
Přístroje IoT mohou být použity k monitorování a řízení mechanických, elektrických a elektronických systémů používaných v různých typech budov (např. veřejných a soukromých, průmyslových, institucionálních nebo obytných) u systémů automatizace domů a automatizace budov. V této souvislosti jsou v literatuře zahrnuty tři hlavní oblasti:
- Integrace internetu s energetickými systémy budov s cílem vytvořit energeticky úsporné a inteligentní budovy řízené IoT.
- Možné prostředky monitorování v reálném čase kvůli snížení spotřeby energie a sledování chování cestujících.
- Integrace inteligentních zařízení do zastavěného prostředí a jejich využití v budoucích aplikacích.

#### Rozsah zavedení v metropolích
Existuje několik plánovaných nebo probíhajících rozsáhlých implementací internetu věcí, které umožňují lepší správu měst a systémů. Například Songdo v Jižní Koreji, první plně vybavené a zasíťované chytré město svého druhu, je téměř dokončené. Téměř všechno v tomto městě má být napojeno, propojeno a přeměněno na stálý tok dat, který by byl sledován a analyzován řadou počítačů s malým nebo žádným zásahem člověka.
Další aplikace je právě probíhající projekt v Santanderu ve Španělsku. Přijaty byly dva přístupy. Město se 180 000 obyvateli zaznamenalo již 18 000 stažení aplikací do smartphonů ve městě. Aplikace je spojena s 10 000 čidly, která umožňují mj. služby jako parkování, monitorování životního prostředí, digitální městskou agendu. V tomto nasazení se kontextové informace o městě využívají ku prospěchu obchodníků prostřednictvím obchodního mechanismu založeného na chování města, jehož cílem je maximalizovat dopad každého oznámení.
Mezi další příklady rozsáhlých nasazení patří čínsko-sionské město Guangzhou Knowledge City, dále práce na zlepšení kvality ovzduší a vody a snížení hlučnosti a zvýšení efektivity dopravy v San Jose v Kalifornii a inteligentní řízení provozu v západní části Singapuru. Francouzská společnost Sigfox zahájila v roce 2014 výstavbu ultranízkopásmové bezdrátové datové sítě v oblasti San Francisco Bay Area, coby první podnik, který dosáhl takového nasazení v USA. Poté 30 měst ve Spojených státech oznámilo, že do konce roku 2016 vytvoří 4000 základnových stanic.
Další velké nasazení provedla společnost New York Waterways v New Yorku, aby propojila všechna plavidla města a mohl je nepřetržitě živě sledovat. Síť byla navržena a zbudována firmou Fluidmesh Networks, společností sídlící v Chicagu, která vyvíjí bezdrátové sítě pro kritické aplikace. Síť NYWW nyní zajišťuje pokrytí řeky Hudson, East River a New York Bay. Díky tamní bezdrátové síti NY Waterway dokáže převzít kontrolu nad flotilou a cestujícími tak, jak to dříve nebylo možné. Mezi nové aplikace patří zabezpečení, správa energie a vozového parku, digitální značení, veřejná Wi-Fi, bezpapírové jízdenky a další.

#### Zemědělství
Internet věcí významně přispívá k inovacím zemědělských metod. Integrace bezdrátových senzorů se zemědělskými mobilními aplikacemi a cloudovými platformami pomáhá při sběru informací týkajících se okolních podmínek – teploty, srážek, vlhkosti, rychlosti větru, napadení škůdci, obsahu humusu a živin v půdě. Ve spojení se zemědělskou půdou může být využita ke vylepšení a automatizaci zemědělských technik, k přijmutí rozhodnutí na zlepšení kvality a kvantity a minimalizace rizik a odpadu. Monitorování polí nebo sledování plodin na základě aplikací také snižuje potíže při správě plodin na více místech. Farmáři například mohou zjistit, které oblasti byly zúrodněny (nebo mylně přehlédnuty), pokud je půda příliš suchá a předpovídat budoucí výnosy.

#### Správa energie
Snímací a ovládací systémy připojené k internetu mohou celkově optimalizovat spotřebu energie. Očekává se, že zařízení Internetu věcí budou integrována do všech typů zařízení spotřebovávající energii (spínače, elektrické zásuvky, žárovky, televizory apod.) a budou schopny komunikovat s dodavatelem energetických zařízení s cílem účinně vyvážit výrobu energie a spotřebu energie. Taková zařízení by také umožnila uživatelům vzdáleně řídit jejich zařízení nebo je centrálně spravovat prostřednictvím rozhraní, založeném na způsob Cloudu a umožňovat pokročilé funkce jako plánování (např. dálkové zapínání a vypínání topných systémů, ovládání trouby, změnu světelných podmínek apod.).
Vedle domácího energetického řízení je Internet věcí zvlášť relevantní pro Smart Grid, neboť poskytuje systémy pro automatizované shromažďování a zpracování informací o energii s cílem zlepšit efektivitu, spolehlivost, ekonomiku a udržitelnost výroby a distribuce elektřiny. Pomocí zařízení s rozšířenou infrastrukturou měření (AMI), připojené k internetové síti, mohou elektrické nástroje nejen shromažďovat data z připojení koncového uživatele, ale také spravovat další zařízení pro automatizaci distribuce, jako jsou transformátory a reclosery.

#### Monitorování životního prostředí
Aplikace IoT pro monitorování životního prostředí obvykle používají snímače k ochraně životního prostředí díky monitorování kvality vzduchu nebo vody, atmosférických nebo půdních podmínek, a dokonce mohou sloužit ke sledování pohybu volně žijících živočichů a jejich stanovišť. Vývoj zařízení s omezenou spotřebou zdrojů připojených k internetu také znamená, že integrovaný záchranný systém bude mít pro poskytnutí účinné pomoci k dispozici další aplikace jako jsou systémy včasného varování před zemětřesením nebo tsunami. Přístroje Internetu věcí takto použité typicky pokrývají velkou zeměpisnou oblast a mohou být také mobilní. Bylo potvrzeno, že standardizace, kterou Internet věcí přináší pro bezdrátové snímání, bude v této oblasti znamenat revoluci.

### Ostatní oblasti využití

#### Lékařská a zdravotní péče
Přístroje IoT mohou být využity ke vzdálenému sledování stavu zdraví a jako systémy nouzového upozornění. Zařízení k monitorování zdraví se mohou pohybovat od monitorů krevního tlaku a srdečního tepu až po pokročilé přístroje schopné sledovat specializované implantáty, jako jsou kardiostimulátory, elektronické náramky Fitbit nebo pokročilé sluchové pomůcky. Některé nemocnice začaly provozovat „inteligentní postele“, které dokáží zjistit, kdy jsou obsazeny a kdy se pacient pokouší vstát. Jsou také polohovatelné, aniž by jimi musely manipulovat zdravotní sestry.
Speciálními senzory mohou být vybaveny také prostory obývané seniory (sledování pohodlí, nařízené léčby aj.). Mezi spotřebitelské přístroje, které podporují zdravý život, patří připojené váhy nebo bezdrátové monitory srdeční činnosti. Výzkumná a vývojová společnost DEKA, která vytváří protetické končetiny, vytvořila rameno s bateriemi, jež využívá myoelektřinu, zařízení, které převádí impulsy ze skupiny svalů do ovládání motoru. Rameno je pojmenováno Luke Arm po Luke Skywalkerovi (Star Wars).

#### Doprava

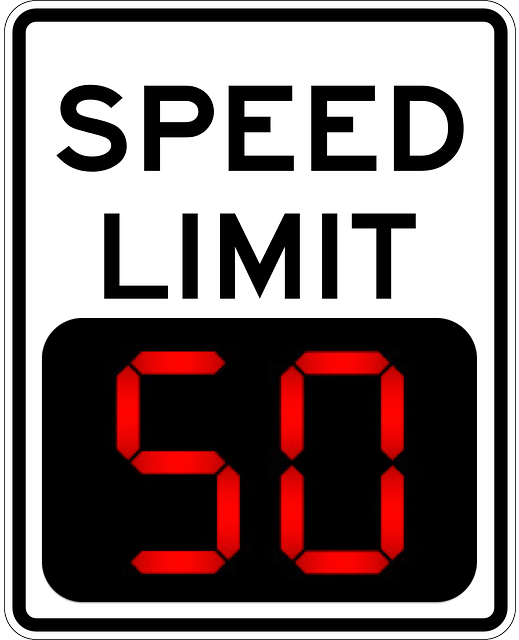
Digitální značka s proměnnou rychlostí.

IoT může napomáhat k integraci komunikace, řízení a zpracování informací v různých systémech. Používání IoT se vztahuje na všechny prvky dopravních systémů (tj. vozidlo, infrastrukturu a řidiče nebo uživatele). Dynamická interakce mezi těmito součástmi dopravního systému umožňuje komunikaci mezi okolím vozidla a vnitřkem vozidla, inteligentní parkování, elektronické mýtné systémy, logistické řízení a řízení vozového parku, autonomní systém řízení rychlosti vozidla a bezpečnost a pomoc při silničním provozu. Například platforma IoT může nepřetržitě sledovat umístění a podmínky nákladu a majetku prostřednictvím bezdrátových senzorů a vysílat specifické výstrahy při výskytu mimořádností v provozu (zpoždění, poškození, krádeže apod.).

## Trendy a charakteristika
Internetové propojení počítačových zařízení, která jsou zabudována do předmětů každodenní potřeby, umožňuje daným zařízením odesílat a přijímat data.

### Inteligence
Umělá inteligence a autonomní ovládání nejsou částí prapůvodního konceptu Internetu věcí. Inteligentní prostředí a autonomní řízení nemusí nutně vyžadovat i internetové struktury. Nicméně, dochází k posunu v oblasti výzkumu s cílem integrovat koncepty Internetu věcí a autonomní kontroly přičemž počáteční výsledky vzhledem k tomuto směru považují objekty za hnací sílu autonomního Internetu věcí.
V budoucnu může být Internet věcí nedeterministickou a otevřenou sítí, ve které budou automaticky organizované inteligentní entity (webové služby, SOA komponenty), virtuální objekty (avatary), interoperabilní a schopné jednat nezávisle (sledovat své nebo sdílené cíle) v závislosti na kontextu, okolnostech a prostředích. Autonomní chování prostřednictvím shromažďování a odůvodnění kontextových informací, jakož i schopnost objektů detekovat změny v prostředí, chyby týkající se snímačů a zavedení vhodných opatření ke zmírnění dopadů představují hlavní výzkumný trend, který je zapotřebí k zajištění důvěryhodnosti technologie Internetu věcí. Moderní produkty a řešení Internetu věcí na trhu využívají celou řadu různých technologií, které podporují takovouto kontextovou automatizaci, ale také jsou vyžadovány sofistikovanější formy inteligence, aby umožňovaly nasazení senzorových jednotek v reálném prostředí.

### Architektura
Systém bude pravděpodobně příkladem událostmi řízené architektury, založené na konceptu procesů a operací v reálném čase, a bude brát ohled na jakoukoli vedlejší úroveň. Proto modelově řízené a funkční přístupy budou koexistovat s novými, které dokáží zacházet s výjimkami a neobvyklým vývojem procesů. Na Internetu věcí se význam události nemusí nutně zakládat na deterministickém nebo syntaktickém modelu, ale může být založen na kontextu samotné události: bude to tedy sémantický web.
V důsledku toho nemusí nutně potřebovat společné standardy, které by nebyly schopné řešit všechny souvislosti nebo použití: někteří aktéři (služby, komponenty, avataři) budou tudíž odkazovat sami na sebe, a pokud to bude nutné, budou přizpůsobiví stávajícím společným normám (předvídaní všeho by nemělo být ničím víc než definováním „globální konečnosti“ pro vše, co není možné s žádným ze současných přístupů a standardizací shora dolů).
Budování na vrcholu Internetu věcí, web věcí je architektura pro aplikační vrstvu Internetu věcí, která se zaměřuje na sbližování dat ze zařízení Internetu věcí do webových aplikací k vytváření inovativních případů použití. Aby bylo možné naprogramovat a řídit tok informací na Internetu věcí, předpokládaný architektonický směr se nazývá BPM Everywhere, který je kombinací tradičního řízení procesů s procesní těžbou a speciálními schopnostmi pro automatizaci řízení velkého počtu koordinovaných zařízení.

#### Síťová architektura
Internet věcí vyžaduje obrovskou škálovatelnost v síťovém prostoru, aby zvládl nárůst zařízení. IETF 6LoWPAN se používá k připojení zařízení k IP sítím. S miliardami zařízení, která jsou přidávána do internetového prostoru, hraje IPv6 hlavní roli při řešení škálovatelnosti síťové vrstvy. CoAP od IETF, ZeroMQ a MQTT poskytly odlehčený přenos dat. „MQ“ v „MQTT“ pochází z produktové řady IBM MQ zpráv.
Výpočty v mlze (fogging  jako rozšíření cloudu) jsou životaschopnou alternativou, která zabrání velkému toku dat přes internet. Výpočetní síla okrajových zařízení může být použita k analýze a zpracování dat, což umožňuje snadnou škálovatelnost v reálném čase.

### Složitost
V polootevřených nebo uzavřených smyčkách, kde lze kdykoli vyřešit globální konečnost, bude IoT často zvažováno a studováno jako komplexní systém kvůli obrovskému počtu různých vazeb, interakcí mezi autonomními aktéry a jejich schopností integrovat nové aktéry. Na celkovém stupni (plné otevřené smyčce) bude IoT pravděpodobně chápáno jako chaotické prostředí (protože systémy mají vždy finálnost). Jelikož v praktickém přístupu ne všechny prvky na Internetu věcí běží v globálním veřejném prostoru. Subsystémy jsou často implementovány s cílem zmírnit rizika soukromí, kontroly a spolehlivosti. Například domácí robotika (Domotics), která běží uvnitř chytrého domova, může sdílet data pouze uvnitř a být k dispozici prostřednictvím místní sítě.

### Rozsah
Internet věcí by kódoval 50 až 100 bilionů objektů a mohl by sledovat pohyb těchto objektů. Lidské bytosti v sledovaných městských prostředích jsou obklopeny 1000 až 5000 sledovatelnými objekty.

### Prostorové úvahy
V Internetu věcí bude zásadní geografická poloha „věci“ a také přesné zeměpisné rozměry „věci“. Fakta o věci, např. její umístění v čase a prostoru, nebylo dříve tak důležité sledovat, protože osoba, která informace zpracovává, může rozhodnout, zda jsou tyto informace důležité pro přijatou akci, a pokud ano, doplnit chybějící informace (nebo se rozhodnou neprovést akci). (Za zmínku stojí, že některé objekty Internetu věcí jsou senzory a umístění senzorů je obvykle důležité.) GeoWeb a Digital Earth jsou slibné aplikace, realizovatelné, budou-li „věci“ organizovány a propojeny pomocí místa. Výzvy, které přetrvávají, však zahrnují omezení variabilních prostorových měřítek, potřebu zvládnout obrovské množství dat a indexování rychlých vyhledávacích a sousedních operací. Na Internetu věcí, pokud jsou dané „věci“ schopny podniknout kroky z vlastního podnětu, je centrální role člověka eliminována. Kontext časového prostoru, který my lidé považujeme za samozřejmý, musí být v tomto informačním ekosystému klíčovým prvkem. Stejně jako standardy hrají klíčovou roli v internetu a na webu, geografické normy budou hrát klíčovou roli v Internetu věcí.

### Řešení problému „basket of remotes“
Mnoho zařízení IoT má potenciál získat podíl na trhu. Jean-Louis Gassée (původní člen týmu Apple a spoluzakladatel společnosti BeOS) řešil toto téma v článku na portálu Monday Note, kde předpovídá, že nejpravděpodobnějším problémem bude „basket of remotes“ – budeme mít stovky aplikací pro rozhraní se stovkami zařízení, jež nesdílejí protokoly ke vzájemné komunikaci. Existuje několik způsobů, jak problém řešit; jeden z nich je tzv. prediktivní interakce: cloudové či fog-computingové služby s rozhodovací pravomocí budou předpovídat další činnost uživatele a spustí nějakou reakci. Kvůli interakci s uživateli spojují síly vedoucí představitelé nových technologií, aby vytvořili standardy pro komunikaci mezi zařízeními. Výrobci si stále více uvědomují tento problém a mnoho společností začalo uvolňovat svá zařízení pomocí otevřených API. Mnoho z těchto rozhraní API využívají menší společnosti, které chtějí využít rychlé integrace.

## Aplikační rámce
IoT frameworky mohou pomoci podpořit interakci mezi „věcmi“ a umožnit složitější struktury, jako je distribuovaná výpočetní technika a vývoj distribuovaných aplikací. V současné době se zdá, že některé frameworky IoT se soustředí na řešení zaznamenávání dat v reálném čase a nabízejí základ pro práci s mnoha „věcmi“ a jejich interakcí. Budoucí vývoj může vést k vytvoření konkrétního prostředí pro vývoj softwaru k práci s hardwarem používaným v IoT. Společnosti vyvíjejí technologické platformy k poskytování tohoto typu funkcí pro IoT. Jsou vyvíjeny novější platformy, které zvyšují inteligenci.
REST je škálovatelná architektura, která umožňuje „věcem“ komunikovat přes HTTP a je snadno přijatelná pro aplikace IoT k poskytování komunikace s „věcí“ na centrální webový server. REST je orientován datově, nikoli procedurálně.

## Způsoby připojení na internet
Možností, jak připojit zařízení na internet, je mnoho. Mezi protokoly, se kterými se lze setkat v ČR, patří:
- Wi-Fi
- Bluetooth Low Energy (BLE)
- ZigBee
- Z-Wave
- bezdrátové sítě ve standardu 5G (pro rychlé přenosy)
- Mobilní síť – GSM, 4G (LTE-M a eMTC, Machine Type Communication)
- Mobilní síť – NarrowBand IoT[6]
- Sigfox
- LoRa

Liší se mezi sebou tím, jaký má signál ze zařízení dosah, kolik energie dané zařízení spotřebuje (náročná síť je např. Wi-Fi), jak často a jak velká data se přenášejí a zda je nutné pořizovat nějakou domácí centrálu (např. Z-Wave), či je možné začít zařízení ihned používat (např. Sigfox).

## Příklady
Nově schválený protokol Bluetooth 4.2 definuje protokol 6LoWPAN, kterým komunikují „chytré žárovky“. Pokud bude televize se žárovkou schopna navázat kontakt, bude možné zajistit optimální nastavení barevné teploty světla, kterou žárovka svítí ve vztahu k aktuálnímu nastavení jasu a barevné teploty obrazovky televizoru. Ve výsledku tak zlepší uživatelský zážitek.
V roce 2014 již může inteligentní váha pomocí bezdrátového přenosu sdělit naměřený údaj aplikaci v mobilním telefonu. Aplikace může mít díky vestavěným čidlům přehled o denně nachozených krocích, intenzitě fyzické aktivity (chůze, běh, cvičení), překonané vzdálenosti a převýšení (pomocí pozičního systému GPS), skrze sportovní náramek pak může být sledován tep, teplota těla i okolí, vlhkost apod. Ze všech získaných údajů je pak možné člověku doporučit změnu intenzity zátěže, návštěvu lékaře nebo sdílet vše na sociálních sítích kvůli zvýšení motivace a zejména lépe zacílit reklamu.

## Polemika

### Bezpečnost
Inteligentní systémy automaticky znamenají zvýšení zranitelnosti (Hypponenův zákon).
Bezpečnostní problémy internetu věcí jsou podobné jako problémy běžných serverů, osobních počítačů a smartphonů. Ovšem u zařízení s podstatně menším výpočetním výkonem jsou stěží použitelná bezpečnostní řešení jako firewall, antimalware a bezpečnostní update. V současnosti se tedy technické řešení bezpečnosti týká zabezpečení sítě, i když se objevují čipy pro koncová zařízení, která používají kryptografické metody k ověření identifikace, například X.509.

### Fragmentace
Situace, kdy jsou standardy teprve ve vývoji a na trhu je velký počet technologií, které jsou zčásti proprietární, představuje obtížné prostředí pro vývoj optimálních aplikací, které by propojily různé technické ekosystémy.
Amorfní výpočetní architektura v IoT také přináší bezpečnostní hrozby, především v tom, že se bezpečnostní záplaty často nedostanou až ke koncovému uživateli, a to především u starších nebo levnějších zařízení.

### Soukromí a autonomie
Internet věcí má velký potenciál výrazně přispět k rozvoji možností ohledně transparentního náhledu do různých oblastí života domácnosti i města. Enormní je na druhé straně i potenciál k ohrožení soukromí, sledování a sociální manipulaci. Velké objemy dat uložené v cloudech a online propojení různých senzorů pomocí IoT poskytnou disproporční výhodu institucím i velkým společnostem, které by chtěly data zpeněžit, což podle obav některých organizací (např. ACLU) směřuje k omezení autonomie jednotlivce.

### Design a udržitelnost
Jak vlastní „inteligentní“ přístroje, tak uživatelská rozhraní procházejí vývojem a jejich integrace je ve stadiu zrodu. Výše uvedená fragmentace může ovlivnit zastarávání zařízení: uživatelsky nepohodlné rozhraní může vyvolat potřebu inovace dříve, než skončí technická životnost zařízení. Implementace spousty polovodičů do běžných zařízení pro domácnost, jako je např. „hloupý“ termostat nebo prostý vypínač, povede podle některých studií nejen k úsporám energií, ale i růstu elektroodpadu a zkrácení jejich morální životnosti. Problém zkrácení životního cyklu se může objevit také u průmyslových zařízení: dodavatelé zařízení by pod heslem zavádění „udržitelné, pružné a individualizované výroby“ mohli vyvíjet tlak na implementaci nových řešení.
Online propojení vyvolává u některých pozorovatelů (např. EFF) obavy z úmyslného nebo neúmyslného vyřazení zařízení z funkce dodavatelem (např. odpojení serveru nutného k fungování zařízení, špatná aktualizace, ukončení podpory).